# Ole Hyltoft
 Ikke at forveksle med historikeren Ole Hyldtoft
Ole Hyltoft (født 16. august 1935 i København) er en dansk forfatter og samfundsdebattør.

## Baggrund
Ole Hyltoft er født 16. august 1935 på Østerbro i København. Han er student fra Gammel Hellerup Gymnasium, og cand.mag. i engelsk og dansk fra Københavns Universitet. 
I forbindelse med sin uddannelse havde Hyltoft et studieophold på Harvard University, USA.
Hyltoft har været ansat som lærer på Virum Statsskole, Gladsaxe-Seminariet for Fritidspædagoger og Danmarks Biblioteksskole.
I 1970erne var han boganmelder og kulturredaktør på dagbladet Aktuelt. Fra 1985 til 1998 var han tv-anmelder ved Ekstra Bladet.
Hyltoft bor i Tisvilde, er gift med tidligere skoledirektør Yvonne Svendsen og har en datter.

## Som skønlitterær forfatter
Hyltofts skribentvirksomhed har forløbet i to baner. Dels som skønlitterær forfatter, dels som samfundsdebattør.
Ole Hyltoft debuterede i 1970 med romanen Hvis lille pige er du? i 1970. Efter den fulgte romanen Hjertet sidder til venstre og novellesamlingen Revolutionens fortrop.
I dobbeltromanen De befriede og De besejrede fra 1979 udfoldes en vision af et idealsamfund, hvor kunst og kærlighed råder. Dette ideal er af professor i nordisk litteratur Sven Hakon Rossel blevet beskrevet som den røde tråd, der går gennem resten af forfatterskabet. Jyllands-Postens Lars Ole Knippel anså dobbeltromanen for en klassiker og skrev i 2015 at den "giver et præcist signalement af fremstormende unge i efterkrigsgenerationen i Danmark".
Novellesamlingen Tante Isidora (1982) med portrætter af tilværelsens stille eksistenser er af Sven Hakon Rossel blevet kaldt et af forfatterskabets kunstneriske højdepunkter, der ”i kvalitet er en Herman Bang værdig”.
Ole Hyltofts erindringsbog, Barn af partiet og hans to sidste romaner, Københavnerpigen og kongemaleren og Københavnerpigen under besættelsen, foregår i København.
Ole Hyltofts digt Efterårsblæst fra Skabt af ild (1984) blev optaget i Højskolesangbogen, udgave 2006.
Den tyske ugeavis Die Zeit offentliggjorde en kronik af ham om vennen Siegfried Lenz i august 2008.
Som inspiration for sit forfatterskab har Hyltoft angivet sine yndlingsforfattere Jeppe Aakjær, Herman Bang, Hamsun, Isaac Bashevis Singer og Siegfried Lenz.

## Som samfundsdebattør
Ole Hyltoft har siden 1954, da han var 19 år, skrevet omkring 600 kronikker og artikler i de store dagblade om emner som bekymring over indvandring fra Mellemøsten og tiltagende islamisme, kritik af kulturradikalismen og forsvar for dansk kulturarv.

## Politisk engagement
Ole Hyltoft var medlem af Socialdemokratiet i 49 år, og mellem 1975 og 1986 var han formand for Socialdemokratiets kulturudvalg. Han meldte sig ud efter mange års offentlig kritik af partiets indvandrerpolitik, som han ikke fandt var et tilstrækkeligt værn mod den voksende islamisme i Danmark. Han meldte sig ind i Dansk Folkeparti den 20. april 2009.
Politisk har han beskrevet sig selv således: "Jeg foretrækker fællesskabet for skattelettelser. Jeg er liberal og frisindet i medmenneskelige spørgsmål. Men jeg tror ikke en døjt på den liberalistiske samfundsmodel.”

### DRs bestyrelse
Dansk Folkeparti udpegede Hyltoft i 2007 som medlem af Danmarks Radios bestyrelse, og i 2009 blev han valgt til næstformand for bestyrelsen, som han var medlem af til 2015.
Som medlem af DRs bestyrelse markerede Hyltoft sig stærkt i den offentlige debat om DR.
I DRs bestyrelse arbejdede han for klassisk musik i dagtimerne på FM-båndet, for at få litteratur i programmerne og med egne ord "i det hele taget for at højne niveauet i DR". I 2010 argumenterede han således for at bevare DR P2 som den klassiske musikkanal og i stedet lukke DR P3 som rock- og popkanal.
Med Katrine Winkel Holm pressede han på for at få litteraturorientering et par timer om ugen og oplæsning af digte og noveller. Han gav udtryk for, at DR forsømte at pleje den danske kulturarv.
Som næstformand og debattør har Hyltoft også blandet sig i flere kontroversielle DR-sager med mediedebat til følge.

## Andet kulturarbejde
Ole Hyltoft har taget initiativ til kunstmuseet Arken og sammen med Robert Jensen til rejsningen af Svend Wiig Hansens mindesmærke for Julius Bomholt på Gl. Strand kaldet Slægt løfter slægt.
Ole Hyltoft var medlem af Danmarks Radios ungdomsudvalg 1957 til 1968.[kilde mangler]

## Bøger – forlag og udgivelsesår
- Tør du være dansk. Hovedland, 2009
- Københavnerpigen under besættelsen. Hovedland, 2007
- Københavnerpigen og Kongemaleren. Hovedland, 2005
- Alle disse forhåbninger. Høst, 2001
- Barn af partiet. Høst, 2000
- Den poetiske politiker. Bomholtkomiteen, 2000
- Mordet på museet. Holkenfeldt, 1997
- En køn en. Aschehoug, 1989
- Mord er kun en leg. Holkenfeldt, 1987
- Snyd fanden for en taber. Frie børnehaver, 1986
- Skabt af ild. Fremad, 1984
- Kulturpaven. Naver, 1984
- Hverdagen blev anderledes – fra 1920 til i dag. Aschehough, 1983
- Tante Isidora og andre fortællinger. Naver, 1982
- Byggekongen. Naver, 1981
- De befriede. Naver, 1979
- De besejrede. Naver, 1979
- Arbejdsliv. Fremad, 1978
- Hvem er angst for den stygge ulv?. Fremad, 1976
- Revolutionens fortrop?. Fremad, 1975
- Tør du være med?. Fremad, 1974
- Hjertet sidder til venstre. Fremad, 1973
- Hvis lille pige er du?. Fremad, 1970
- Tør du være fri?. Fremad, 1968